# IPN-Armtel
IPN-Armtel (Internet Protocol Network) — система громкоговорящей связи на основе IP-коммутации.
Установление соединений происходит методом IP-коммутации. Каждое абонентское устройство системы содержит встроенное программное обеспечение и данные конфигурации, что позволяет ему связываться с любым другим абонентом напрямую. Структура становится полностью распределенной, какой-либо центральный узел для работы системы не требуется, исключена и единая точка отказа. Выйти из строя могут лишь отдельные компоненты, тогда как все остальные абоненты будут продолжать работу.
Система адресации соединений основана на использовании multicast.
Для симплексной связи с абонентами используется специальный протокол IP, разработанный с учётом требований быстродействия и групповых соединений.
Каждое соединение может быть продублировано на сервер регистрации переговоров, для которого используется сертифицированное оборудование и ПО.

## Основные характеристики
- Громкоговорящая связь и оповещение производится в симплексном режиме. Полоса передачи звука 7 кГц.
- Возможность группового вызова вплоть до всех абонентов системы.
- Индикация состояния абонентов на целевых клавишах (занятость, входящий и исходящий вызов).
- Система использует 3-х-значню внутреннюю нумерацию абонентов (максимальная ёмкость ограничена числом 999 абонентов). Других программных ограничений на ёмкость абонентов не существует, при правильном проектировании IP-сети ёмкость может достигать максимального количества.
- Поток данных симплексного голосового сообщения составляет 128 кбит/с. Для дублирования соединения на устройство регистрации переговоров требуется ещё столько же. Кроме того, необходим небольшой запас для обработки приоритетных и групповых соединений, а также данных индикации. Таким образом, для стабильной работы системы требуется полоса пропускания не более 512 кбит/с на каждое соединение.
- Помимо громкоговорящей симплексной связи существует возможность голосовых соединений между громкоговорящими устройствами и дуплексными абонентами в режиме «полудуплекса»
- Полностью дуплексная связь возможна при использовании телефонной гарнитуры и осуществляется так же, как при обычной телефонной связи. Для управления соединением (набор номера, отбой) предусмотрены специальные функции для программируемых клавиш.
- Связь с дуплексными устройствами реализована на основе стандартов SIP-телефонии. Используются стандартные протоколы и кодеки. При соединении с SIP-абонентами полоса частот передачи звука составляет 3,4 кГц и каждое соединение занимает 64кбит/с.
- Предусмотрена возможность удалённого обновления встроенного ПО (firmware) IP-устройств по протолку TFTP.

## Компоненты системы
1. Сетевой коммутационный модуль IPN-8U предназначен для создания распределенных систем громкоговорящей оперативно-технологической связи и громкого оповещения на предприятиях промышленности и транспорта.
IPN-8U обеспечивает подключение до 8-ми цифровых абонентских устройств с U-интерфейсом к IP-сети. Подключенные к нему абоненты могут связываться напрямую друг с другом и с другими абонентами IP-сети, не требуя наличия специальной централи или сервера.
IPN-8U может быть использован в металлургической, химической, нефтеперерабатывающей, газо-нефтедобывающей отраслях промышленности и сходных с ними по условиям применения, а также на транспорте. Он устанавливается в диспетчерских и офисных помещениях и работает при температуре от +5 до +45°С, при относительной влажности от 5 до 95%.
IPN-8U может быть использовано в системе открытой связи Вооруженных сил, МВД и МЧС России, а в случае необходимости интегрировано в Единую сеть электросвязи страны.
К IPN-8U могут быть подключены:
- цифровые переговорные устройства c U-интерфейсом;
- цифровые переговорные устройства IP c Ethernet-интерфейсом;
- цифровые устройства записи переговоров IP c Ethernet-интерфейсом;
- усилители оповещения, базовые радиостанции, линии радиотрансляции и другие

2. Пульт цифровой диспетчерской громкоговорящей связи DIS-IP предназначен для использования в распределенных системах громкоговорящей оперативно-технологической связи и громкого оповещения IPN-Artmtel на предприятиях промышленности и транспорта.
DIS-IP может быть использован в металлургической, химической, нефтеперерабатывающей, газо-нефтедобывающей отраслях промышленности и сходных с ними по условиям применения, а также на транспорте. Он устанавливается в диспетчерских и офисных помещениях и работает при температуре от +5 до +45°С, при относительной влажности от 5 до 95%.
В составе децентрализованной системы оперативной связи IPN-Armtel при помощи DIS-IP возможно осуществление следующих функций:
- связь абонентов при помощи громкоговорителей, вынесенного на гибкую стойку микрофона и кнопок со светодиодами индикации;
- отображение занятости, входящего и исходящего соединения, уведомление о втором входящем вызове и неотвеченном вызове на целевых кнопках;
- свободное программирование кнопок с индикацией на всех DIS-IP;
- регистрация на SIP-сервере в режиме оконечного терминала;
- поддержка SIP-соединений;
- индивидуальное оповещение абонентов по громкоговорящей связи;
- зональное (групповое) оповещение абонентов по громкоговорящей связи;
- свободная нумерация абонентов (ёмкость ограничена числом 999);
- возможность регистрации переговоров, для которой используется сертифицированное оборудование и программное обеспечение;
- возможность голосовых соединений в режиме «полудуплекса» между DIS-IP и дуплексными абонентами, такими как SIP-телефоны;
- ручное или автоматическое транслирование сигналов тревоги, оповещения и других заранее записанных сообщений;
- обеспечение 255 уровней приоритета соединений и функций управления.

Полный состав функций, их реализация различны и зависят от используемого ПО и оборудования IP сети.

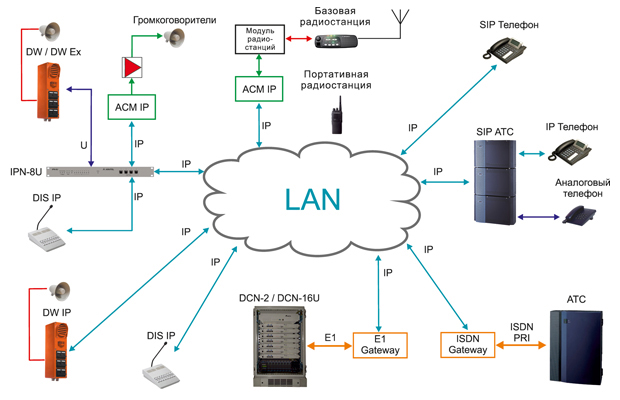
Компоненты системы IPN-Armtel